# Thessitus nigronotatus
Thessitus nigronotatus är en insektsart som beskrevs av Stsl 1863. Thessitus nigronotatus ingår i släktet Thessitus och familjen Eurybrachidae. Inga underarter finns listade i Catalogue of Life.